# Пыкелюнвээмские источники
Пыкелюнвээмские (Пыкеньвээмские) источники — холодные минеральные источники на севере Чукотского полуострова.
Относятся к территории Чукотского района Чукотского автономного округа России.
Источники находятся в долине реки Пыкелюнвээм (с чукот. — «кустарниковая река») в 2,5 км выше её устья на побережье Чукотского моря. Постоянных поселений в районе источников нет.
Дебит грифонов составляет 0,5 л/сек с температурой воды −4 °C.
Впервые упоминаются в донесениях казаков-землепроходцев и в материалах Северо-Восточной экспедиции 1785—1795 гг. Подробно обследованы во время комплексной геолого-гидрологической съёмки в 1956 году.